# Onorelucanus aequatorianus
Onorelucanus aequatorianus es una especie de coleóptero de la familia Lucanidae.

## Distribución geográfica
Habita en Ecuador.